# ردب كمثري
الحُفْرَةُ الكُمَّثْرِيَّة أو الرَّدْبُ الكُمَّثْرِيّ أو الجيوب كمثرية الشكل (بالإنجليزية: Piriform sinus)‏ توجد في الحنجرة،  وهي تقع على جانبي مدخل الحنجرة وهو مكان شائع لانحشار الأجسام الغريبة.